# جیمز آترتون (بازیکن فوتبال، زاده ۱۸۷۲)
جیمز آترتون (انگلیسی: James Atherton؛ زادهٔ ۱۸۷۲) بازیکن فوتبال اهل بریتانیا است.
از باشگاه‌هایی که در آن بازی کرده‌است می‌توان به باشگاه فوتبال لستر سیتی، باشگاه فوتبال گیلینگام، باشگاه فوتبال کترینگ تاون، و باشگاه فوتبال بلکپول اشاره کرد.